# Дунайская комиссия
Дунайская комиссия (ДК, нем. Donaukommission, фр. Commission du Danube) — международная межправительственная организация, созданная для регулирования судоходства на Дунае.

## История
Дунайская комиссия является преемником Европейской дунайской комиссии, созданной в соответствии с Парижским мирным договором 1856 года. После Первой мировой войны комиссия была возрождена на основе Версальских договоров. Кроме того, в 1921 году была основана Международная дунайская комиссия, которая сначала заседала в Братиславе, но в 1927 году была переведена в Вену. Обе эти комиссии распались в 1940 году: Вторая мировая война привела к полной остановке судоходства по Дунаю, из-за чего все соответствующие органы прекратили свою работу.
Дунайская комиссия создана на базе «Конвенции о режиме судоходства на Дунае», подписанной на Белградской конференции 18 августа 1948 года. Конвенция вступила в силу 11 мая 1949 года, что и считается датой создания международной организации. Государствами-основателями организации стали: Союз Советских Социалистических Республик, Народная Республика Болгария, Венгерская Республика, Румынская Народная Республика, Украинская Советская Социалистическая Республика, Чехословацкая Республика и Федеративная Народная Республика Югославия. В составе комиссии собирались по одному представителю от каждой придунайской страны. Официальными языками организации были объявлены русский и французский языки. Местопребыванием штаб-квартиры ДК стал румынский город Галац.
В 1954 году штаб-квартира была перенесена в венгерскую столицу — Будапешт. В 1960 году к организации присоединилась Австрия. В 1992 году Россия заменила в комиссии СССР, Украина — Украинскую ССР, а Союзная Республика Югославия — СФРЮ; в 1993 году Словакия заменила в комиссии Чехословакию. В 1998 году к Дунайской комиссии присоединились Германия, Молдавия и Хорватия; тогда же третьим официальным языком организации стал немецкий язык. После прекращения существования государственного союза Сербии и Черногории, его место в комиссии заняла Сербия.

### Во времяроссийско-украинской войны
После начала полномасштабного вторжения России в Украину на 12-й внеочередной сессии 17 марта 2022 года Представители государств-членов приняли Постановление в связи с военной агрессией Российской Федерации против Украины в нарушение основных принципов Белградской Конвенции (док. ДК/СEС XII Вн./3). В соответствии с этим Постановлением были отклонены полномочия любых представителей Российской Федерации, они были отстранены от участия во всех заседаниях Дунайской Комиссии и её рабочих органов до восстановления мира, суверенитета и территориальной целостности Украины в пределах её международно признанных границ.
14 декабря 2023 года во время 100-й сессии Дунайская комиссия решила, что членство Российской Федерации более неприемлемо в связи с её атаками на Нижний Дунай. Россия должна покинуть комиссию до 29 февраля 2024 года, либо же члены комиссии перестанут признавать свои обязательства перед Россией в соответствии с учредительной Белградской конвенцией. 15 мая 2024 рабочая группа по юридическим и финансовым вопросам Дунайской Комиссии констатировала прекращение членства России с 1 марта 2024 года.

## Участники
| Государство | Длина Дуная, км |
| ----------- | --------------- |
| Австрия     | 357,50          |
| Болгария    | 471,55          |
| Венгрия     | 417,20          |
| Германия    | 618,30          |
| Молдова     | 0,57            |
| Румыния     | 1075,00         |
| Сербия      | 587,40          |
| Словакия    | 172,10          |
| Хорватия    | 137,50          |
| Украина     | 53,90           |

Помимо стран-членов, другие имеют статус наблюдателя:
- Бельгия
- Греция
- Грузия
- Кипр
- Нидерланды
- Северная Македония
- Черногория
- Чехия
- Турция
- Франция

Франция и Турция заинтересованы в полноценном членстве в Дунайской комиссии.

## Руководство

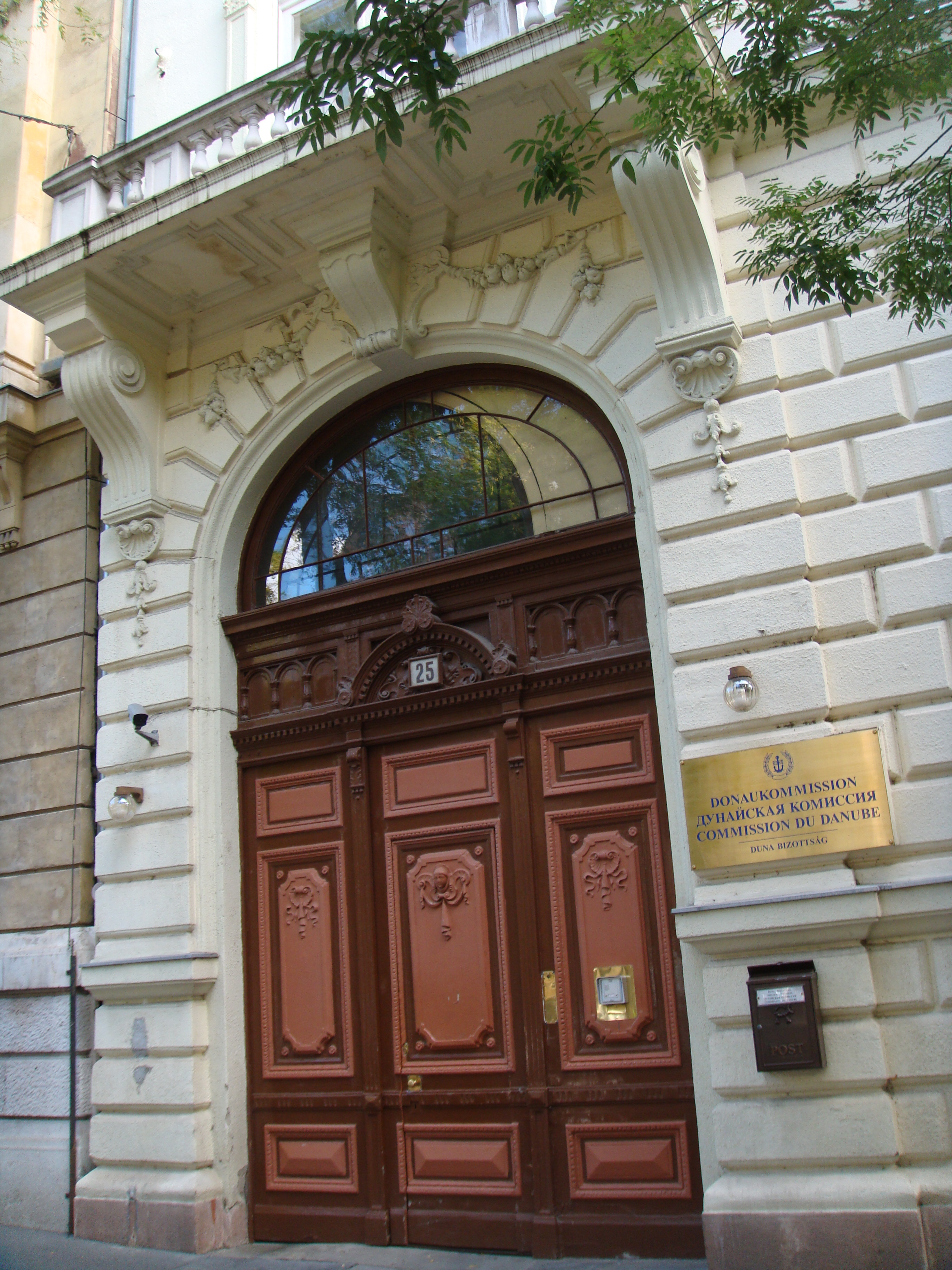
Здание Дунайской комиссии в Будапеште

Во главе Дунайской комиссии стоит председатель комиссии. Должность председателя с 2021 года занимает представитель Украины — Любовь Васильевна Непоп.
На должности назначают по принципу ротации на 3 года. Должностные лица комиссии пользуются дипломатическим статусом.